# Gecombineerde Starrevaart en Damhouderpolder
De Gecombineerde Starrevaart en Damhouderpolder  was een waterschap in de voormalige gemeente Stompwijk in de Nederlandse provincie Zuid-Holland.
Door gemeentelijke herindelingen kwam de polder in 1938 in de gemeente Leidschendam te liggen; sinds 2002 ligt de polder in de gemeente Leidschendam-Voorburg. De polders waren aan het begin van de 17e eeuw gesticht en in 1758 samengevoegd.
Het waterschap was verantwoordelijk voor de drooglegging (voltooid in 1759) en later de waterhuishouding in de polders.

## Zie ook

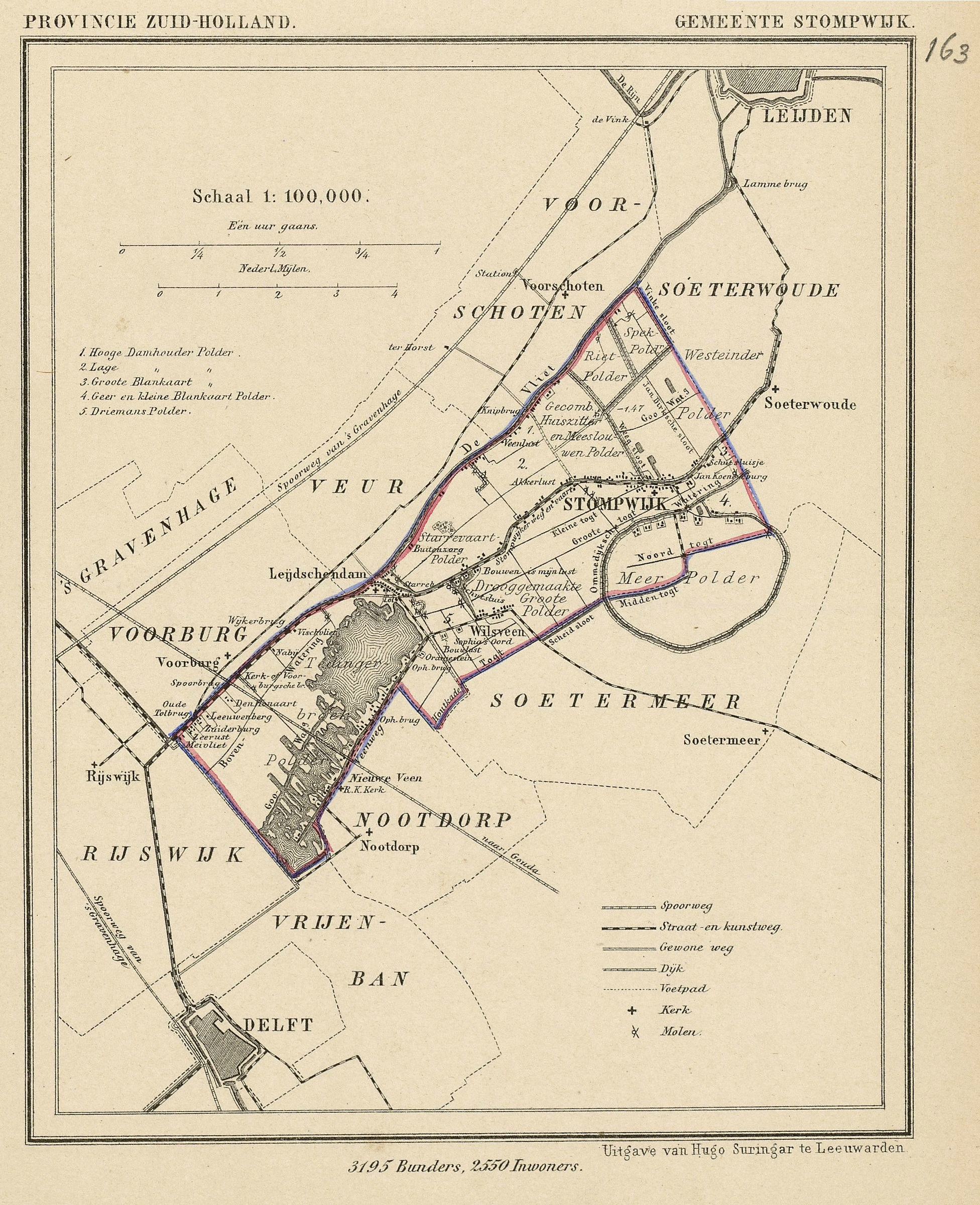
In deze kaart uit ca. 1870 van de (voormalige) gemeente Stompwijk wordt de gecombineerde polder nog als drie aparte polders weergegeven: de Starrevaart Polder, de Hooge Damhouder Polder (aangeduid met 1.) en de Lage Damhouder Polder (aangeduid met 2.).

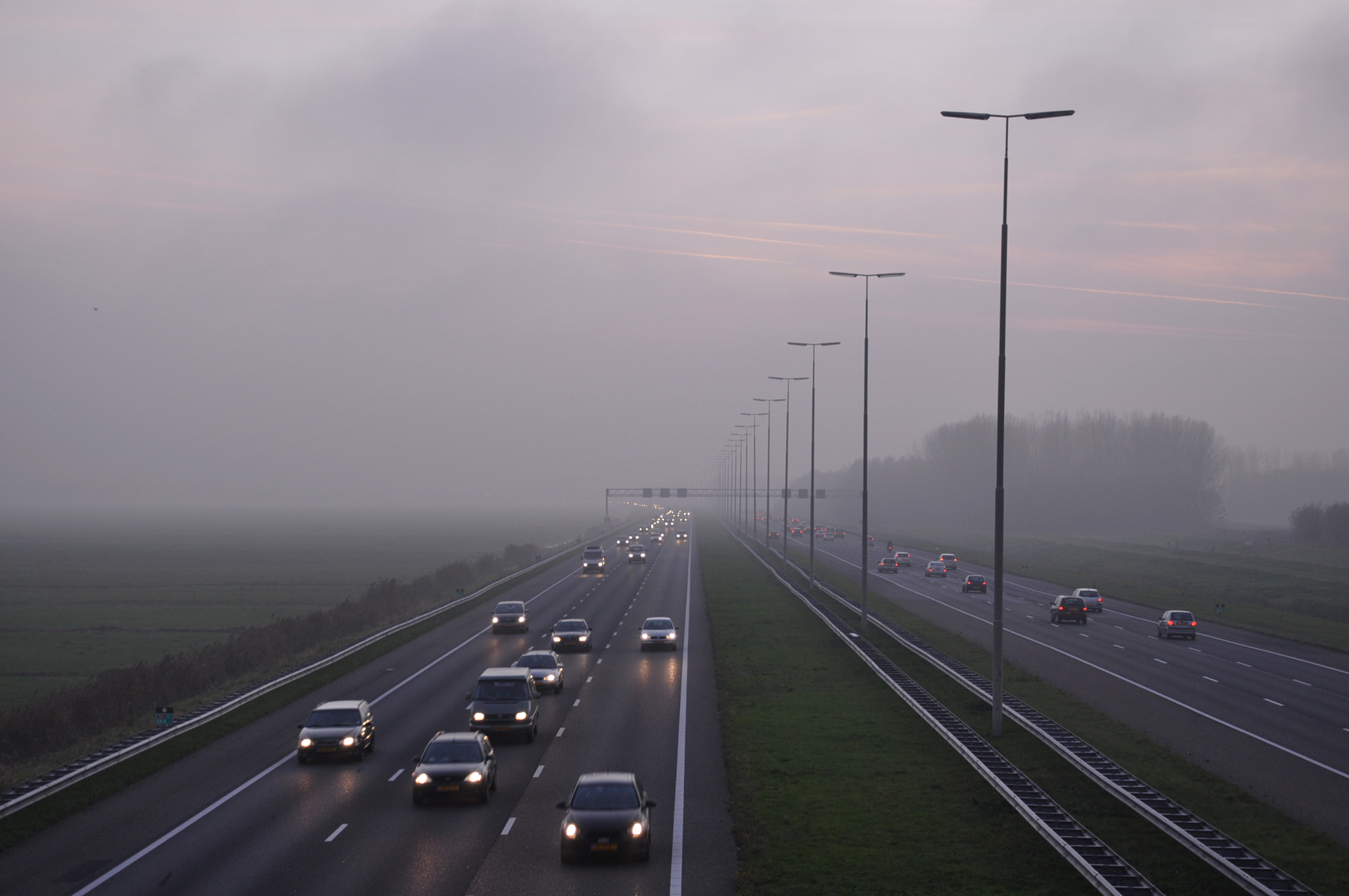
Rijksweg A4 doorsnijdt de volle lengte van de polder.